# Rosamond Bernier
Pour les articles homonymes, voir Bernier.
Rosamond Bernier, née Rosamond Margaret Rosenbaum dans le quartier Germantown de Philadelphie le 1er octobre 1916 et morte à Manhattan le 9 novembre 2016 à 100 ans, est une journaliste américaine. 

## Biographie
En 1936, elle fait la connaissance du compositeur désargenté Aaron Copland, et Leonard Bernstein était son témoin à son troisième mariage. 
Dans les années 1940, elle vit à Mexico où elle rencontre Frida Kahlo, et où son mari la quitte pour Dolores del Río.
En 1947, le titre de presse Vogue l'envoie à Paris couvrir le renouveau culturel en France après la guerre, elle se lie d'amitié avec des artistes renommés comme Pablo Picasso, Henri Matisse ou Gertrude Stein.
Elle fonde la revue L'Œil en janvier 1955 avec son mari Georges Bernier.
En 1970, elle épouse le critique d'art John Russell et donne des conférences sur l'art au Metropolitan Museum of Art jusqu'en 2008. Elle publie deux livres de ses mémoires en 1991 et 2011. Elle meurt centenaire en 2016.

## Œuvres
- Matisse, Picasso, Miro--as I Knew Them, New York, Knopf, 1991  (ISBN 0394586700)
- Some of My Lives: A Scrapbook Memoir, New York, Farrar, Straus and Giroux, 2011  (ISBN 1250013976)